# Esporozoários
Classe Sporozoa os esporozoos, são todos endoparasitas de células e geralmente passam por diversos estágios durante o desenvolvimento intracelular; não possuem organelas locomotoras nem vacúolos contrácteis. A reprodução acontece por divisão assexual múltipla embora existam fases sexuadas onde ocorre troca de material genético entre parceiros, normalmente produzem esporos para se disseminarem pelo meio ambiente.

## Subclasse 1. Telosporidia
São os que possuem esporozoítos alongados e sem cápsulas polares nos esporos.

### Ordem 1. Gregarinida
Trofozoíto maduro vermiforme, medindo de 10 micras até 16 milímetros de comprimento extracelular. O zigoto produz esporos com uma parede contendo oito esporozoítos, parasitam a cavidade digestiva celomática e outras cavidades dos invertebrados, os principais representantes são:
- A Ophryocystis parasita dos túbulos de Malphighi de besouros.
- A Monocystis aparece em bolas de espermatozóides de minhocas.
- A Gregarina parasita gafanhotos e besouros.

### Ordem 2. Coccidia
Parasitas intracelulares, atacam principalmente os tecidos epiteliais de moluscos, anelídeos, artrópodos e até em alguns vertebrados. Zigoto imóvel, esporos com uma ou muitas paredes. A reprodução ocorre por uma alternância de fases de esquizogonia assexual, seguida de esporogonia. Os principais representantes são:
- Hepatozoon, parasita, ataca o fígado e da medúla óssea de vários mamíferos.
- Haemogregarina, parasita, ataca os glóbulos vermelhos do sangue de tartarugas, rãs e peixes.
- Eimeria (Coccidium), parasita que ataca o epitélio digestivo de artrópodes e vertebrados, principalmente aves e mamíferos domésticos. a espécie Eimeria stiedae causa a coccidiose em coelhos domésticos.

### Ordem 3. Haemosporidia
Possuem zigoto móvel que produz esporozoítos nus. A reprodução é alternada, ocorre por esquizogonia dentro de glóbulos vermelhos do sangue dos vertebrados hospedeiros definitivos e reprodução por esporogonia no corpo dos hospedeiros intermediários, geralmente artrópodos como moscas e mosquitos sugadores de sangue. Principais representantes:
- Plasmodium, em mosquitos Anopheles e Culex, causa a malária no homem, em outros mamíferos e até em aves.
- Haemoproteus, parasita de moscas sugadoras de sangue (Hippoboscidae) transmitido a aves e répteis.
- Leucocytozoon, parasita mosquitos borrachudos e causa (Simulium) doença em patos.

## Subclasse 2. Acnidosporidia
Esporos simples, sem filamentos polares.

### Ordem 1. Haplosporidia
Poucos esporos em cistos pequenos. Principal representante:
- Haplosporidium, parasitas principalmente em minhocas.

### Ordem 2. Sarcosporidia
Muitos esporos em cistos de até 50 milímetros de diâmetro que se formam nos músculos de mamíferos e aves. Principal representante: Sarcocystis.

## Subclasse 3. Cnidosporidia
Esporo com 1 a 4 filamentos polares que são usados para se afixarem melhor nos hospedeiros.

### Ordem 1. Myxosporidia
Esporos grande, bivalve, um a quatro filamentos polares. São parasitas especialmente de peixes e atacam também nas cavidades e tecidos de diversos vertebrados inferiores. Causam grande mortalidade de peixes. Principais representantes:
- Sphaeromyxa;
- Myxidium.

### Ordem 2. Actinomyxidia
Esporos com três valvas, aparecem três filamentos polares. São parasitas de anelídeos aquáticos, causam grande mortalidade atacando nos intestinos ou nos celomas dos seus hospedeiros. Principal representante Triactinomyxon.

### Ordem 3. Microsporidia
Esporos pequenos, um ou dois filamentos protoplasmáticos polares.
São parasitas intracelulares que atacam os tecidos de artrópodes e peixes causando-lhes doenças parasitárias. Principais representantes:
- Nosema bombycis causa a pebrina em bichos da seda.
- Nosema apis causa a nosena em abelhas.

### Ordem 4. Helicosporidia
Esporo em forma de barril, um filamento enrolado. Parasita que ataca nas cavidades dos ácaros e das moscas, ataca principalmente as larvas de moscas.